# 청자 투각고리문 의자
청자 투각고리문 의자(靑磁 透刻連環文 墩) 또는 청자 투각돈(靑瓷透刻墩)은 투각 기법으로 고리 무늬를 넣은 고려청자 의자이다. 경기도 개성시 고려동에서 광복 후 출토된 것으로 4점이다. 1965년 4월 1일 대한민국의 보물 제416호로 지정되었다.
A형은 몸체에 쌍조호형을 서로 어긋 매겨가면서 엮어 놓은 투각 기법으로 장식한 것으로, 상단에는 당초문대를 음각하고, 하단에는 국화문대를 투각했으며, 굽다리에는 복연판문대를 간략하게 음각으로 새겼다.
B형은 몸체에 타원형의 쌍조환형을 서로 어긋 매겨가면서 엮어 놓은 형태를 음각했으며, 상단에는 당초문을 음각하고, 하단에는 4면에 안상 하나씩을 투각했으며, 굽다리에는 판문대를 음각으로 장식하였다.
유색은 녹청색으로 전면에 고르게 칠해지지 않았으며, 굽 바닥에는 모래받침으로 받쳐 구웠던 흔적이 남아 있다. 13세기 중반 부안 유천리요에서 제작된 야외용 의자로, 궁궐의 정원에 사용하기 위해 만들어진 것으로 보인다.

## 개요
청자 투각돈(靑瓷透刻墩)는 경기도 개성에서 출토된 고려시대 만든 청자로 된 유물로 모두 4점이다.
높이와 몸통의 지름은 각각 ① 49.5cm, 38cm ② 48cm, 38cm ③ 50cm, 35cm ④ 48.5cm, 34cm이다. 13세기 작품으로 장식기법상 2가지로 분류할 수 있다.
①·②형은 맨 윗면인 천부에 연꽃무늬를 각각 음각하였다. 몸통에는 활모양을 세로로 어긋나게 엮어 놓은 모습으로, 뚫어서 조각하는 투각문을 사용하였다. 이 뚫을무늬대 상단에는 덩굴무늬를 음각하여 돌리고, 하단에는 국화무늬를 뚫어서 장식하고 있다. 굽다리에는 거칠고 간단한 2겹의 연꽃무늬를 음각하였다.
③·④형은 몸통에 큰 타원형의 고리 모양을 세로로 어긋나게 엮어 놓은 모습을 음각하였다. 상단에는 덩굴무늬를 음각하고, 하단에는 4면에 안상을 하나씩 뚫어서 조각해 놓았다. 굽다리와 맨 윗면의 장식은 ①·②형과 동일하다.
유약은 회청색이며 전면에 고르게 녹지 않아서 색깔이 짙고, 엷은 부분이 눈에 띈다. 굽 가장자리 부분의 유약이 벗겨진 곳은 철색을 드러내고 있다.

## 참고 자료
- 청자 투각고리문 의자 - 국가유산청 국가유산포털
- 청자 투각 돈 - 이화여자대학교 박물관

 본 문서에는 서울특별시에서 지식공유 프로젝트를 통해 퍼블릭 도메인으로 공개한 저작물을 기초로 작성된 내용이 포함되어 있습니다.